# 趙君鄰
赵君邻（1602年—1625年），字禹钦，號紫城，浙江嘉兴府嘉兴县民籍，苏州府吴江县人。明朝政治人物。

## 生平
天啓元年（1621年）辛酉科浙江鄉試四十八名舉人，天啓二年（1622年）聯捷壬戌科進士。都察院观政，三年官行人司行人，天啓五年七月赴赵府册封，中途病故。

## 家族
弟圣邻、扆邻。